# Rosangélica (telenovela)
Rosangélica es una telenovela Venezolana producida y transmitida por Venevisión en 1993. Escrita por Alicia Barrios, fue una versión muy libre de la telenovela María Teresa original de Delia Fiallo.
Producida por Marcos Reyes Andrade y Tahirí Díaz Acosta. Estuvo protagonizada por Víctor Cámara, Sonya Smith y Daniel Alvarado y como antagonista a Lupita Ferrer.

## Sinopsis
Es la apasionante historia del amor de Rosangélica y Oscar Eduardo cuya relación será entorpecida a consecuencia de un pasado muy ligado a sus vidas. Veinte años atrás, Argenis viola a su secretaria Gisela. Tras este hecho, el esposo de ésta, Roberto, asesina a Argenis haciendo silencio cobardemente; Gisela se autoculpa para proteger a su adorado esposo y queda afectada mentalmente siendo recluida en un sanatorio para enfermos mentales. Fruto de esta violación nace Rosangélica, una hermosa joven llena de vida, nobleza y poseedora de un gran talento: la pintura. 
Su vida se ilumina al conocer el amor a través de Oscar Eduardo, un médico de profesión. Él, al enterarse de que Rosangélica es hija de la mujer que tanto odia, la acusa injustamente y la abandona con una niña recién nacida, fruto de su amor. Encierran a Rosangélica en un manicomio tras sufrir un grave colapso mental. En el manicomio se desata un incendio, incidente en el que todos creen a Rosangélica muerta. 
En esta etapa de la historia aparece Joel quien la rescata y la convierte en una modelo famosa llamada Lorena París de quien Joel se enamora apasionadamente. Rosangélica irá recobrando la memoria y resolviendo todas las incógnitas de su pasado, hasta que llegue el reencuentro con Oscar Eduardo.

## Elenco
- Víctor Cámara - Oscar Eduardo Gil de la Rosa / Argenis
- Sonya Smith - Rosangélica González Hernández / Elisa Montero
- Lupita Ferrer - Cecilia de Gil de la Rosa
- Dalila Colombo - Gisela #1
- Daniel Alvarado - Joel Cruz
- Belén Díaz - Ligia
- Orángel Delfín - Marcos González
- Hilda Blanco - Luz
- Eva Mondolfi - Verónica Hernández de González
- Ángel Acosta - Roberto de la Rosa
- Omar Moinello - Leonardo Santaevo
- Nancy González - Gisela#2
- Eduardo Bastidas - René González Hernández
- Denise Novell - Mariana González Hernández
- Mónica Rubio - Martha González Hernández
- Ana Martínez - Esther de Santaevo
- Jimmy Verdúm - Mocambo
- Fedra López - Marielba
- Víctor Cuica
- Ana Massimo - Rita
- Lotario - Arcadio
- Patricia Oliveros
- Regino Jiménez
- Lucy Mendoza
- Julio Berna - Juan
- Zoe Bolívar - Cinthia
- Luis Malavé
- Delia López
- Yadira Casanova
- Diego Acuña
- Carolina Muzziotti - Jennifer
- Grecia Reyes - Lucero de la Rosa Hernández
- Diego Arellano Barrios - Oscar Eduardo de la Rosa
- Ayari Reyes
- Wanda D'Isidoro - Ana Melissa
- Manuel Sainz
- Elizabeth López
- Oscar Urdaneta
- Esperanza Acosta
- Joel de la Rosa
- Elba Rosa Hidaldo
- Humberto Tancredi jr.
- Henry Contreras
- María E. Barrios
- Sol Mary Liendo
- Denisse Hurtado
- Milagros Martín
- Anaís Mujica
- Mauricio Márquez
- Rina Hernández
- Kelly Hernández
- Benigno Sánchez
- Orlando Noguera
- Francisco del Castillo
- Ramón Piñango
- Muratti Gahu
- Gabriela Spanic - Carla
- Carolina Tejera
- Hans Christopher - Luis Gerardo Cheysme
- Carmen Francia
- Orlando Casín

### Temas musicales
- Rosangélica de Luis Fernando (tema principal)
- Éxtasis de Chayanne (tema para las promo)